# 楠梓生物科技園區
楠梓生物科技園區又名為高雄生物科技園區為曾計畫在高雄市楠梓區設立的工業科技園區。

## 歷史
為高雄市政府林永堅與立委邱永仁爭取比照竹北生醫園區的開發模式，行政院基於「加強國家生物技術產業推動方案」於2004年5月17日函示擇定位於高雄市楠梓區之行政院退輔會所屬之國有地開發之研發產業園區，並交由國家科學委員會依照「科學工業園區設置管理條例」施工與後續營運，成為南部科學工業園區楠梓園區。總面積達八公頃。 行政院為此曾編列2億800萬元的工程費預算並送交立法院審議 然而後來被第七屆立法院的多數立委認為，竹北生物科技園區的開發成效尚未達到預期，因而決議凍結高雄生技園區工程費預算，列入「持續檢討中」名單，無法執行預算。

## 原估計效益
高雄生物科技園區被定位為國家級科學園區。預估建置完成後，園區內將可提供一千五百人就業機會，影響週邊產業及學研單位的就業機會可達兩萬人。
與楠梓加工出口區相鄰，有助於產業聚落成形，交通則鄰近高鐵左營站與高雄捷運並計畫與國立高雄大學育成中心進行產學研究。由於高雄生物科技園區已由城市自行籌辦升格為國家籌設之國家級科技園區，因此所有進駐高雄生科園區的廠商都享有租稅優惠、利息補貼等福利。行政院下屬工研院已經開展與高雄在地生技業者的合作計畫。

## 來源
1. 1 2 3  . 大紀元 www.epochtimes.com. 2004-05-26  [2019-03-07]. （原始内容存档于2019-05-08） （中文）.
2. 1 2  . taiwanus.net. 2019-03-07  [2019-03-07]. （原始内容存档于2019-03-07） （中文）.
3. ↑  . 自由時報電子報. 2005-11-26  [2019-03-07]. （原始内容存档于2021-12-27） （中文）.
4. 1 2 3  林秀麗. . 中國時報. 2019-03-07  [2019-03-07]. （原始内容存档于2019-03-07） （中文）.
5. ↑  . archive.is. 2019-03-07  [2019-03-07]. 原始内容存档于2020-09-27. 雄生技園區經費 208,600 千元，因遭立法院凍結，95 年度未能完成解凍程序，致經費未動支外